# Sutton Bingham
Sutton Bingham – wieś w Anglii, w Somerset, w dystrykcie (unitary authority) Somerset, w civil parish Closworth. W 1931 roku civil parish liczyła 59 mieszkańców. Sutton Bingham jest wspomniana w Domesday Book (1086) jako Sutone/Sutona.